# Velike Grahovše
Velike Grahovše je naselje u slovenskoj Općini Laškom. Velike Grahovše se nalazi u pokrajini Štajerskoj i statističkoj regiji Savinjskoj. 

## Stanovništvo
Prema popisu stanovništva iz 2002. godine naselje je imalo 148 stanovnika.